# Sant'Angelo Lomellina
Sant'Angelo Lomellina är en ort och kommun i provinsen Pavia i regionen Lombardiet i Italien. Kommunen hade 787 invånare (2018).